# CMA CGM
Compagnie marine d’affrètement – Compagnie générale marine (CMA CGM) – francuska firma spedycyjna i logistyczna założona w 1978 roku przez Jacques’a Saadé.
Siedziba firmy mieści się w Marsylii we Francji i jest ona trzecią co do wielkości firmą zajmującą się morskim transportem kontenerowym na świecie, po MSC i Maersk. Grupa ma 12% udziału w globalnym transporcie kontenerów, z flotą o łącznej pojemności 3,88 mln TEU.
Spółka jest obecna w 160 krajach, posiada 400 biur, 750 magazynów, 155 tys. pracowników i dysponuje flotą składającą się z 593 statków. CMA CGM obsługuje 420 portów komercyjnych na świecie i obsługuje 257 linii żeglugowych.
CMA CGM w 73% należy do Rodolphe’a Saadé i jego rodziny poprzez Merit France SAS. Turecka firma rodzinna Yildirim Holding ma 24% udziałów, a francuski publiczny bank inwestycyjny Bpifrance posiada 3% udziałów było to największe przejęcie dla tej spółki w czasie przejęcia.

## Historia
W lipcu 2016 roku spółka zakończyła przejęcie singapurskiej firmy NOL (Neptune Orient Lines) wraz z linią APL (American President Lines) za kwotę 2,4 mld USD po zatwierdzeniu przejęcia przez większościowego udziałowca firmy Temasek.